# ورزشگاه آزتکا
ورزشگاه آزتکا یک ورزشگاه در سانتا اورسولا، مکزیکو سیتی، مکزیک است.
این ورزشگاه خانه رسمی تیم ملی فوتبال مکزیک است. ورزشگاه محل برگزاری فوتبال بازی‌های المپیک تابستانی ۱۹۶۸ بود.
در فینال جام جهانی ۱۹۷۰ برزیل ۴ بر ۱ ایتالیا را در این ورزشگاه شکست داد. آرژانتین نیز در فینال جام جهانی ۱۹۸۶ در همین استادیوم ۳ بر ۲ بر آلمان غلبه کرد. این استادیوم همچنین میزبان بازی قرن بین آلمان غربی و ایتالیا در نیمه‌نهایی جام جهانی ۱۹۷۰ بود که در وقت اضافه با نتیجهٔ ۴ بر ۳ به نفع ایتالیا به پایان رسید. دو گل به یادماندنی مارادونا در بازی آرژانتین و انگلستان در یک‌چهارم نهایی جام جهانی ۱۹۸۶ که به «گل قرن» و «دست خدا» مشهور شدند نیز در این ورزشگاه به ثمر رسیدند، این ورزشگاه قرار است در سال ۲۰۲۶ میزبان بازی افتتاحیه جام جهانی باشد.
ورزشگاه آزتکا با ظرفیت ۱۰۵٬۰۶۴، بزرگترین ورزشگاه در آمریکای لاتین و پنجمین ورزشگاه بزرگ در جهان است.

## تاریخچه
ورزشگاه در تاریخ ۲۶ مه ۱۹۶۶ با ۱۰۷۴۹۴ تماشاگر افتتاح شد. سیستم روشنایی مدرن آن در تاریخ ۵ ژوئن سال ۱۹۶۶ اضافه شد.
علاوه بر بازی‌های فوتبال برای اجرای کنسرت‌ها نیز به کار گرفته شده‌است در سال ۱۹۹۳ مایکل جکسون در این ورزشگاه کنسرت برگزار کرد.

### رویدادهای مهم
ورزشگاه آزتکا میزبان انواع مسابقات ورزشی بین‌المللی بوده‌است، از جمله:
- بازیهای المپیک تابستانی ۱۹۶۸
- جام جهانی فوتبال ۱۹۷۰
- قهرمانی جام جهانی جوانان ۱۹۸۳
- جام جهانی فوتبال ۱۹۸۶
- جام کنفدراسیون‌های فیفا ۱۹۹۹

## نام
نام آزتکا برای ادای احترام به آزتک‌ها از میراث فرهنگی شهر مکزیک گرفته شده‌است.